# Sylvester, Georgia
Sylvester är en stad (city) i Worth County, i delstaten Georgia, USA. Enligt United States Census Bureau har staden en folkmängd på 6 256 invånare (2011) och en landarea på 16 km². Sylvester är huvudort i Worth County.